# 西福氏石斑魚
西福氏石斑魚，為輻鰭魚綱鱸形目鱸亞目鮨科的其中一種，分布於東太平洋區，包括加拉巴哥群島、哥斯大黎加等海域，棲息深度40-120公尺，體長可達100公分，為底棲性魚類，屬肉食性，生活習性不明，為高經濟價值食用魚。

## 擴展閱讀
維基物種上的相關：西福氏石斑魚